# Ewingův sarkom
Ewingův sarkom je kulatobuněčný sarkom, který se nejčastěji vyskytuje v adolescentním věku (85 % v 10. až 18. roce života), v pozdějším věku je vzácný. Poměr chlapci – dívky je 1,5 : 1. Vyskytuje se velmi ojediněle (na 1 000 000 obyvatel 1 nemocný). Zatím se nepodařilo prokázat spojitost s vrozenými chorobami nebo jinými nádory. Vícečetný výskyt v rodině je velice výjimečný.

## Všeobecné informace
Nádor vzniká zejména v dřeňové dutině dlouhých kostí (31 % v horních a 28 % v dolních končetinách), dále pak z 20 % v pánevních kostech a v 15 % v osovém skeletu.
Nádor je biologicky vysoce aktivní, záhy metastazuje hematogenně z 38 % do plic, z 31 % do kostí a z 11 % do kostní dřeně. Metastazování lymfatickou cestou je méně časté. Část pacientů (30 %) má metastázy již v době stanovení diagnózy. Velmi časté je i prorůstání do okolních tkání především při lokalizaci v oblasti plochých kostí a hrudní stěny.

## Příznaky
- Celkové – teploty mohou být prvním příznakem (jejich podkladem mohou být hemoragie a nekrózy v nádoru), leukocytóza, úbytek na váze, nechutenství, zvýšená hodnota LDH.
- Místní – bolest, zduření, další dle lokalizace(patologická fraktura).

## Diagnostika
Zhodnocení anamnézy, klinické vyšetření, histologie, RTG, CT, MRI, angiografie, CT břicho + hrudník, scintigrafie skeletu, PET, echokardiografie, vyšetření kostní dřeně.

## Terapie
Moderní interdisciplinární přístup k léčbě umožňuje vysokou kurabilitu (5leté přežití 70 % u lokalizovaného onemocnění). Jedná se o nádor citlivý na chemoterapii, zvláště pak na radioterapii.
Terapie Ewingova sarkomu je komplexní a zahrnuje všechny léčebné modality, které se v onkologii užívají.

### Chemoterapie
Zavedení multimodální léčby včetně kombinované chemoterapie zvýšilo 5leté přežití z 10 % na skoro až 70 %. Podává se chemoterapie s velkými dávkami cytostatik, která slouží k zastavení progrese sarkomu a ohraničení tumoru. V současné době je léčba vedena dle protokolu EURO-E.W.I.N.G. (sestává z 6 cyklů, následuje lokální léčba většinou operační, dále se léčba modifikuje dle histopatologické odpovědi na chemoterapii a rozsahu onemocnění).

### Radioterapie
Používá se, jelikož je Ewingův sarkom vysoce radiosenzitivní. Jako lokální léčba má svoje místo v případě, kdy je nemožný radikální operativní zákrok (páteř, lebka). Rovněž je vyžadována při nedostatečné odpovědi na chemoterapii.

### Chirurgická léčba
Ve většině případů se jedná o radikální chirurgický zákrok. Je nutné odstranit celé ložisko v celku bez porušení, pokud je to možné, a to včetně měkkých tkání, které jsou zasažené. Jako náhrada se volí individuální endoprotéza, homoštěp nebo autoštěp. Amputační zákrok se volí pouze 1) u obrovských extraoseálních tumorů, které nereagují na chemoterapii, 2) u tumorů, které jsou lokalizovány v místech růstového potenciálu dlouhých kostí u dětí mladších 8 let (tibie, femur, humerus) a kde růstem dochází k diskreptanci v délce končetin, 3) u patologických zlomenin nosných kostí (tibia, femur), které byly léčeny vysokodávkovou radioterapií, 4) u tumorů, jejichž uložení neumožňuje po chirurgickém zákroku uspokojivou funkci končetiny, a 5) pokud velikost tumoru a jeho uložení neumožňuje kompletní resekci (páteř, pánev).

## Léčba relapsu
5leté přežití nepřesahuje 15 %. Prognóza pacientů s relabující chorobou je špatná a to především tehdy, kdy k růstu tumoru dochází již v průběhu léčby nebo časně po ukončení léčby. Zatím není definován chemoterapeutický standard k léčbě relapsu.

## Prognóza
Pacienti s diseminovaným onemocněním v době stanovení diagnózy, objemovým nádorem větším než 100 cm³ a pacienti s neresektabilní formou onemocnění jsou zařazováni do skupiny s vysokým rizikem relapsu (až 70 % pacientů). K nepříznivým lokalizacím se řadí také postižení pánevní oblasti (bývá dlouhodobě asymptomatické a dorůstá velkého objemu). U ostatních nemocných je prognóza vzhledem k senzitivitě nádoru relativně příznivá. 
- 5leté přežití:
  - všechna stadia – 50 %
  - lokalizované onemocnění – 70 %
  - MTS onemocnění (vyjma plic) – 45 %

## Kontrola, sledování
Většina relapsů nastává v prvních třech letech, ovšem k pozdnímu relapsu může dojít i po více než 15 letech od stanovení diagnózy.
- 1. a 2. rok – každé 2 až 3 měsíce
- 3. rok – každé 4 měsíce
- dále každých 6 měsíců, později každých 12 měsíců

Provádí se: klinické vyšetření, ortopedická kontrola, RTG/CT plic, scintigrafie skeletu, aktivní sledování toxicity léčby (funkce ledvin, srdce, hematologie, fertilita, hormonální aktivita).